# Inre omvandling

Elektronspektrum från ^{203}Hg. Elektronerna från inre omvandling har diskreta energier beroende på från vilket elektronskal de kommer, medan de från betasönderfall har en kontinuerlig energifördelning.

Inre omvandling eller inre konversion är ett fysikaliskt fenomen som kan uppträda i samband med att en exiterad atomkärna övergår till ett lägre energitillstånd. Den frigjorda energin avges därvid vanligen som gammastrålning, men det förekommer också att energin istället används för att frigöra en elektron ur atomens elektronskal. Den fria elektronens rörelseenergi blir då skillnaden mellan den energi som kärnan gör sig av med och den energi som erfordras för att frigöra elektronen.
De frigjorda, snabba elektronerna från inre omvandling är inte betapartiklar, eftersom dessa kommer från betasönderfall. Eftersom inget betasönderfall sker under inre omvandling ändras inte elementets atomnummer och således ingen transmutation av ett grundämne till ett annat. Men eftersom en elektron har avgivits blir den tidigare neutrala atomen joniserad. Dessutom sker ingen emission av neutrino vid inre omvandling.
Inre konvertering ska inte förväxlas med den liknande fotoelektriska effekten, som också kan förekomma med emission av en elektron tillsammans med gammastrålning och där en gammafoton, avgiven från en atomkärna växelverkan med en elektron för att frigöra elektronen från atomen.